# Rockau (Schkölen)
Rockau ist ein Ortsteil der Stadt Schkölen im Saale-Holzland-Kreis in Thüringen.

## Geografie und Geologie
Rockau liegt östlich der Saalehänge auf einer Hochebene und ragt mit seiner Gemarkung in das Umfeld von Tautenburg hinein. Mit einer Ortsverbindungsstraße zur L1070 von Camburg nach Eisenberg führend ist der Ortsteil an das öffentliche Verkehrsnetz mit Anschluss an die Bundesautobahn 9 angebunden.
Die in der Gemarkung anliegenden Böden sind aus verwittertem und auch in den besseren Lagen überlößtem Muschelkalk hervorgegangen.
Nachbarorte sind südlich Rauschwitz, westlich Tautenburg, nördlich Wetzdorf und östlich Poppendorf und Mertendorf.

## Geschichte
1253 wurde Rockau erstmals urkundlich erwähnt. Ursprünglich waren die Schenken von Tautenburg Herren über den Ort. Nach dem Aussterben dieses Adelsgeschlechts gehörte Rockau ab 1640/52 zum kursächsischen Amt Tautenburg. Mit dem Wiener Kongress kam Rockau 1815 zum Großherzogtum Sachsen-Weimar-Eisenach und wurde 1822 dem Amt Bürgel mit Tautenburg angegliedert. 1850 kam der Ort zum Verwaltungsbezirk Weimar II (ab 1868: Verwaltungsbezirk Apolda) des Großherzogtums. Seit 1920 gehört der Ort zum Land Thüringen.
Einst bewirtschaftete ein Gut größere Flächen in der Gemarkung. Von dem Anwesen stehen nur noch einige umgebaute Gebäudeteile. Dieses Gut wurde nach 1945 entschädigungslos enteignet und an landarme Bauern und Siedler übergeben. Ab 1952 mussten dann die Bauern den Weg der Kollektivierung ihrer Betriebe gehen. Nach der Wende fanden sie neue Formen der Zusammenarbeit.
Um 1920 gab es in Rockau einen Feldflugplatz, der im Zweiten Weltkrieg als Notflugplatz von Militärflugzeugen genutzt werden konnte.